# Vlkovice (Lišov)
Vlkovice jsou malá vesnice, část města Lišov v okrese České Budějovice v Jihočeském kraji. Nachází se asi pět kilometrů jihovýchodně od Lišova. Vlkovice jsou také název katastrálního území o rozloze 3,82 km².

## Historie
První písemná zmínka o vesnici pochází z roku 1447.

## Obyvatelstvo
| Rok            | 1869 | 1880 | 1890 | 1900 | 1910 | 1921 | 1930 | 1950 | 1961 | 1970 | 1980 | 1991 | 2001 | 2011 | 2021 |
| -------------- | ---- | ---- | ---- | ---- | ---- | ---- | ---- | ---- | ---- | ---- | ---- | ---- | ---- | ---- | ---- |
| Počet obyvatel | 171  | 164  | 126  | 139  | 124  | 122  | 128  | 100  | 97   | 82   | 68   | 70   | 83   | 82   | 136  |
| Počet domů     | 22   | 24   | 26   | 25   | 24   | 22   | 24   | 26   | 23   | 23   | 19   | 25   | 32   | 35   | 49   |

## Obecní správa
Při sčítání lidu v letech 1850–1886 Vlkovice byly osadou obce Slavošovice v okrese Budějovice. V letech 1886–1964 byly samostatnou obcí, se kterým patřily nejprve do okresu České Budějovice (v letech 1850–1910 Budějovice), ale v roce 1950 v okrese Třeboň a od roku 1960 opět v okrese České Budějovice. Od 14. června 1964 do 31. března 1976 byly částí obce Zvíkov v okrese České Budějovice. Od 1. dubna 1976 jsou částí města Lišov v okrese České Budějovice. Poté se Zvíkov opět osamostatnil, ale Vlkovice již zůstaly součástí Lišova.

## Galerie

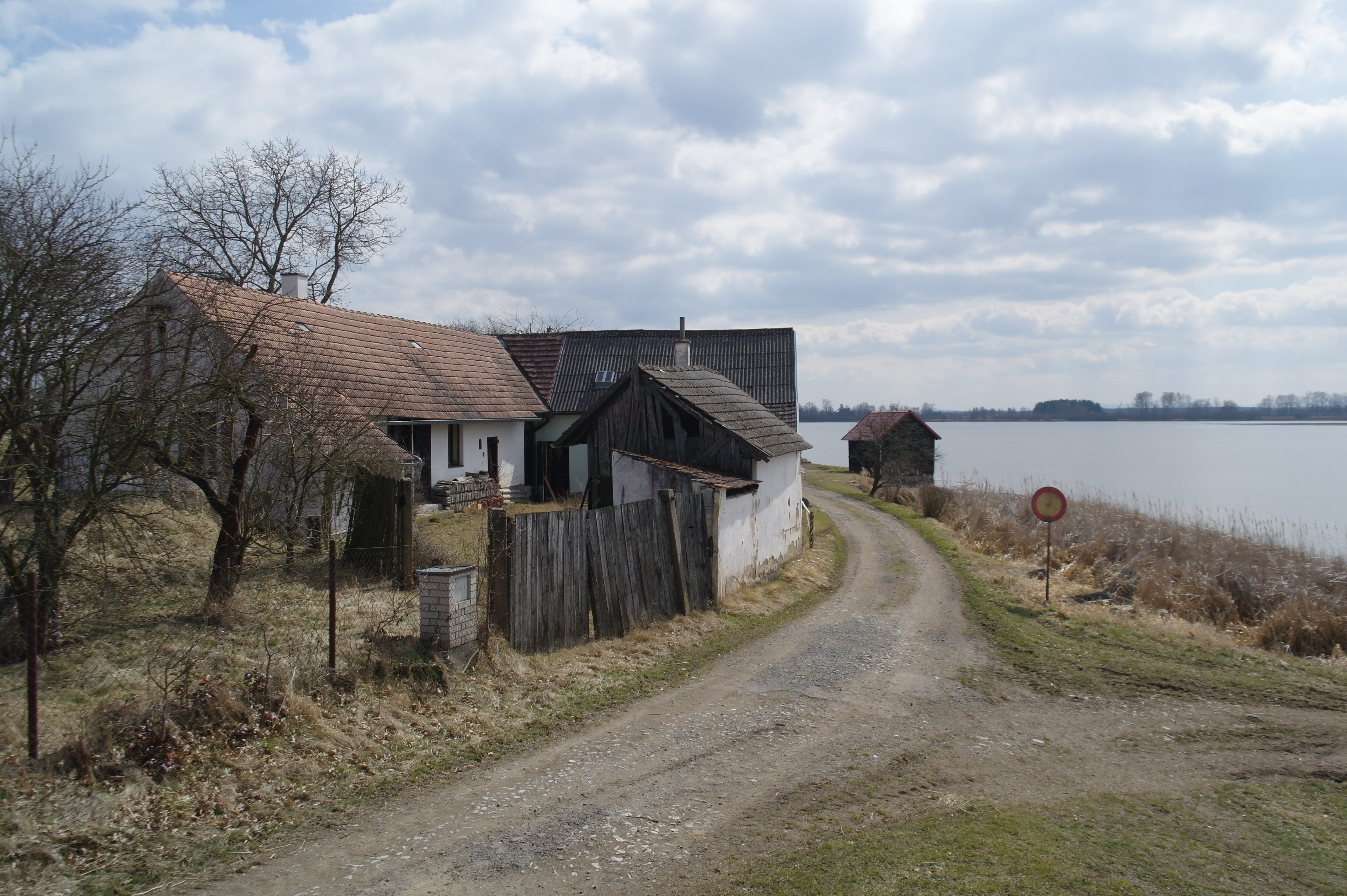
Cesta k rybníku
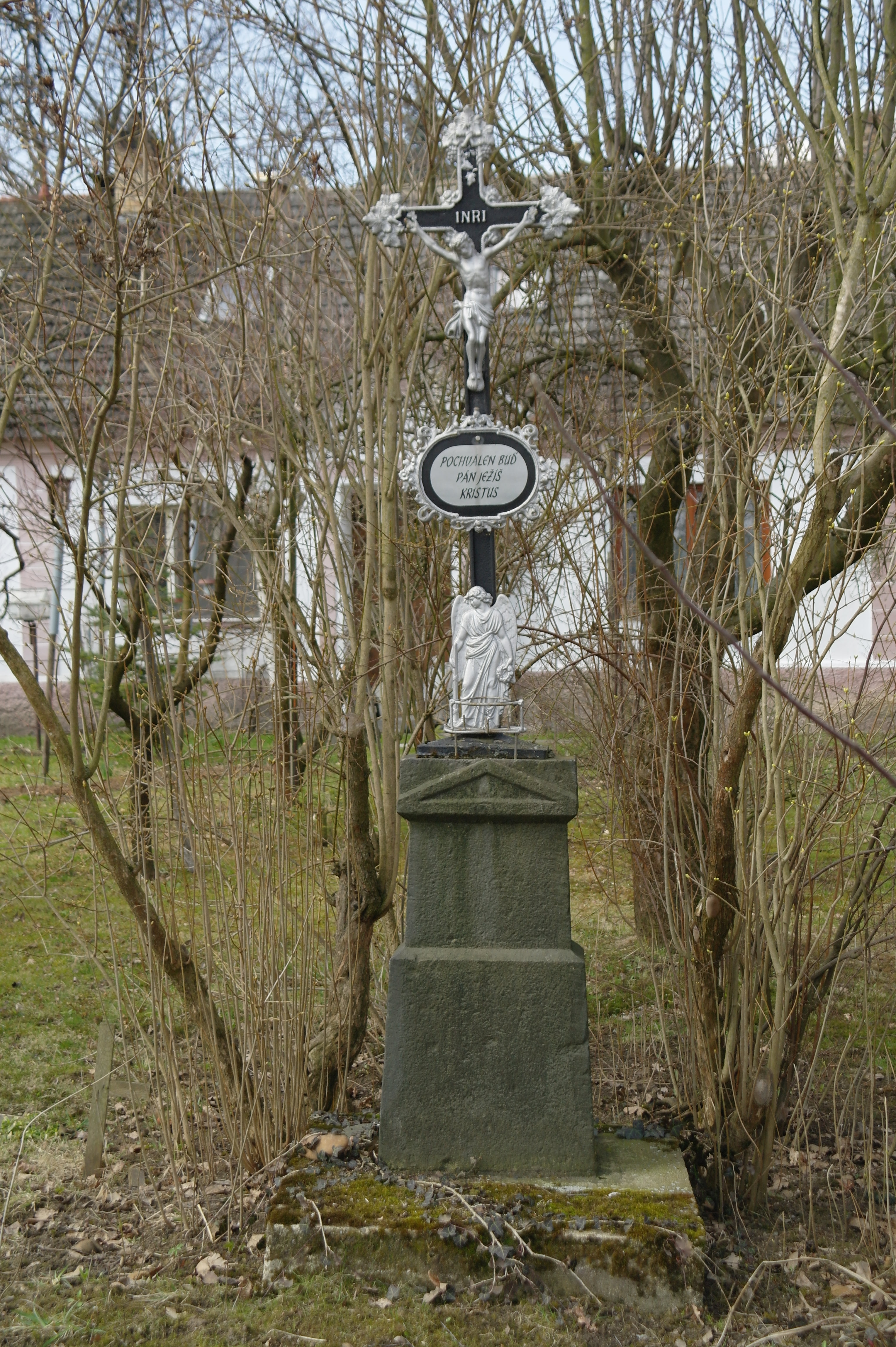
Křížek ve Vlkovicích
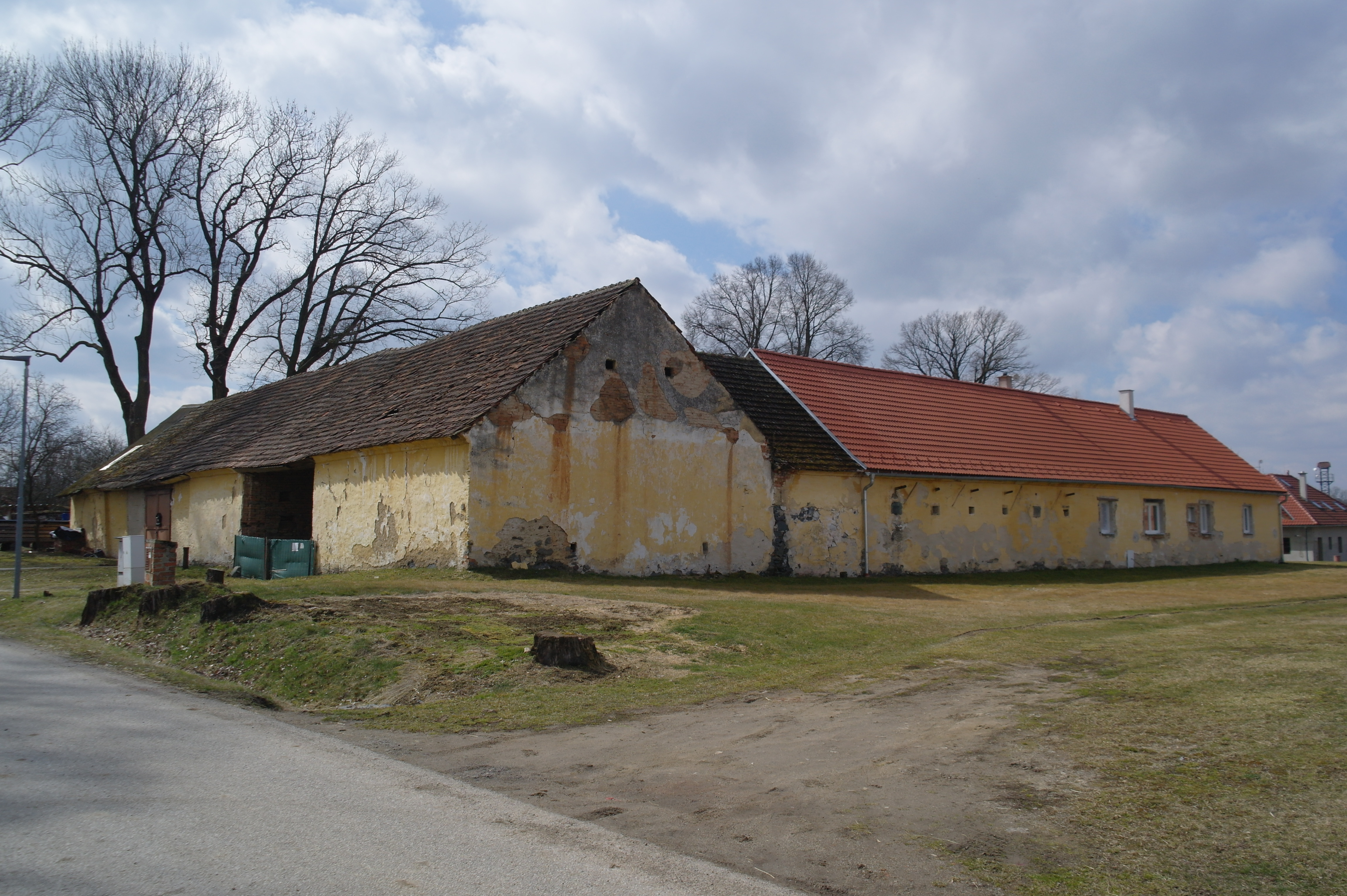
Stavení ve Vlkovicích
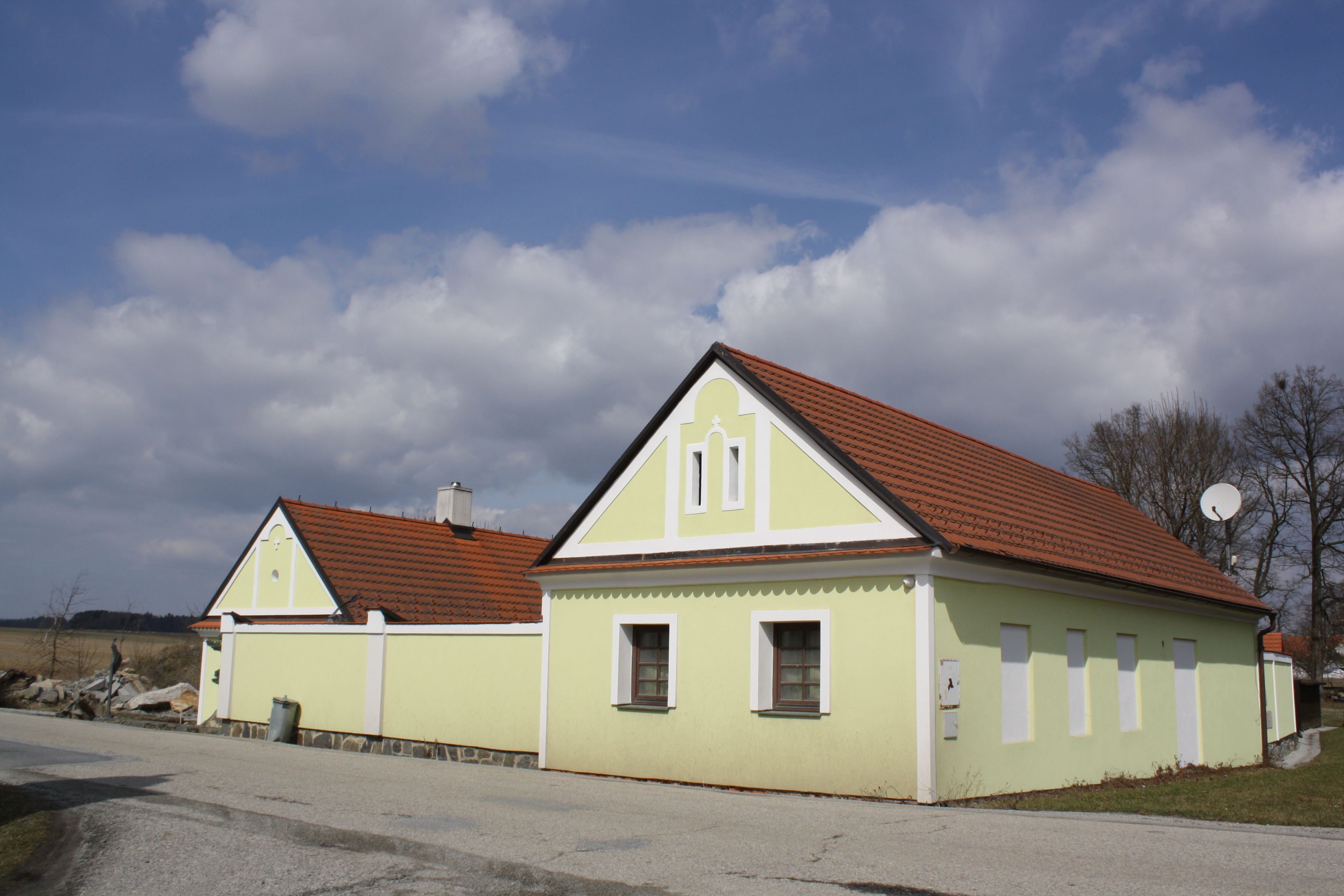
Stavení